# 寿建新
寿建新（1944年4月21日—），男，北京人，蝴蝶专家，教育家，原陕西省统计财经学校毕业。曾任《陕西金融教学》主编，现任陕西省马克思主义哲学史研究会理事，西安市集邮协会理事，中国昆虫学会蝴蝶分会理事等职。

## 人生简介
1964年，20岁的寿建新从陕西省统计财金学校财经专业毕业后，被分配到陕北神木县从事税收工作，1973年调到陕西省柞水县教师进修学校工作，1975年从事教学，1980年调入陕西银行学校任哲学教师。1982年评为讲师，1988年评为高级讲师。1986-1997年任校刊《陕西金融教学》主编，现任陕西银行学校高级讲师，陕西省马克思主义哲学史研究会理事，陕西省集邮学术委员会委员，西安市集邮协会理事，中国昆虫学会蝴蝶分会理事等职。爱好广泛，博学多才。1972年，他谱写的歌曲《时刻准备打豺狼》在陕西省《新歌试唱》上发表。但他却更喜爱哲学。在哲学上他走了一条艰苦的自学之路，早在中学时代，他就十分赞同马克思“哲学是时代精神的精华”的观点，决心攻读哲学。上世纪六十年代初，他已自学完大学哲学专业的主要课程，写了《人类的意识和思维》、《争论中的一句话》等文章。参加工作后继续努力，系统地掌握了哲学的专业知识和基础知识，积累了大量资料，并初通了俄语、德语和英语。
在三十年的教学生涯中，曾担任西北工业大学、西安培华女子大学、西安科技培训学院、干部培训、中专、职校等不同层次的哲学教学。他多次在校内外进行观摩教学，1993年被授予中国人民银行优秀教师称号，1998年获西安市职校教学评优二等奖，1999年被授予中国教育家称号。
在进行教学工作的同时，他也特别喜爱集邮和蝴蝶研究。他从9岁起集邮，40多年来，共收集一百多个国家发行的蝴蝶邮票上万枚。他经常用节假日采集蝴蝶标本，去图书馆查找资料，写下了20多万字的读书笔记。他和著名昆虫学家周尧教授出版了5部蝴蝶著作。主要有：《中国蝶类志》（1994）、《世界名蝶邮票鉴赏图谱》（2005）及百万字巨著《世界蝴蝶分类名录》（2006）。《世界蝴蝶分类名录》 使我国蝴蝶研究有了六项突破，是我国蝴蝶研究的又一里程碑。共记载世界蝴蝶17科、1690属、15141种，记载中国蝴蝶12科、434属、2153种。其中《世界蝴蝶分类名录》获第十五届中国西部地区优秀科技图书一等奖，《世界名蝶邮票鉴赏图谱》在全国集邮文献展中获大银奖和镀金奖。
2000年以来，他发现了蝴蝶新种周氏虎凤蝶、拟矍眼蝶和小玄灰蝶等，而且多年来举办蝴蝶展览，撰写科普文章，普及蝶类知识。他通过媒体呼吁社会保护珍稀蝴蝶及国家二级保护动物——虎凤蝶。

## 荣誉
- 1993年，获中国人民银行优秀教师称号
- 1998年，获西安市职校教学评优二等奖
- 1999年，获中国教育家称号
- 1991年，《世界蝴蝶邮票》获全国集邮展览中获镀银奖
- 1988年，《哲学简明教程》获1988年陕西省哲学优秀成果奖》
- 1992年，《矛盾论和系统论》获陕西省哲学优秀成果奖
- 2002年，《浅论加强师德建设》获全国优秀学术成果一等奖
- 2003年，《“相似论”的哲学意义》在首届全国人文社会科学优秀学术文献评选获一等奖
- 2000年，《中外蝴蝶邮票》获全国集邮展览中获镀银奖
- 2005年，《世界名蝶邮票鉴赏图谱》获首届全国集邮文献展中荣获镀金奖
- 2006年，《世界蝴蝶分类名录》获第十五届中国西部地区优秀科技图书一等奖
- 2010年，《管理观察》杂志社授予“中华科学发展之星”荣誉称号
- 2011年，《环球聚焦》杂志社评为2010贡献中国年度人物荣誉称号

## 论著
哲学、译著： 
- 《马克思主义哲学讲授纲要》（陕西省委党校出版社1986年7月）
- 《哲学简明教程》（吉林人民出版社1988年6月）
- 《马克思主义哲学的历史进程》（陕西人民教育出版社1992年3月）
- 《马列名著与现时代》（陕西人民教育出版社1992年10月）
- 《矛盾论和系统论》（1992）
- 《相似论的哲学意义》（1998）
- 《评黑格尔的哲学史观》（1999）
- 《哲学基本问题及其发展》（2000）
- 《中医构建的特点及发展》（2012）
- 《消费效率和社会生产集约化》（《理论研究》译著1982）
- 《经济集约化和时间因素》（《财经译丛》1983）
- 《经济集约化和生产基金占用量》（《现代经济译丛》1985）
- 《经济集约化条件下的折旧基金》（《现代经济译丛》1986）
- 《管理是社会现象》（《陕西金融教学》译著1988）

育人、集邮
- 《教书和育人应该统一起来》（1986）
- 《把思想教育渗透到教学之中》（1990）
- 《改革哲学考试的尝试》（1991）
- 《浅论加强师德建设》（2001）
- 《集邮文化简论》（陕西人民教育出版社1992年3月）
- 《试论集邮与经济的关系》（1999）
- 《论集邮的经济价值和文化价值》（1999）
- 《新中国邮票上的蝴蝶》（1999）
- 《方寸话蝴蝶》（2000）
- 《专题集邮的选择与编组》（2000）

蝴蝶研究：
- 《世界蝴蝶邮票》（1990）
- 《中国蝶类志》（1994，编委、作者）
- 《中外蝴蝶邮票》（2000）
- 《世界名蝶邮票鉴赏图谱》（2005），河南科學技術出版社，ISBN 753-492-816-8
- 《世界蝴蝶分类名录》（2006），陝西科學技術出版社，ISBN 753-693-676-1